# Логвинов, Григорий Семёнович
Григо́рий Семёнович Ло́гвинов (род. 20 сентября 1956) — российский дипломат. Чрезвычайный и полномочный посол (2018).

## Биография
Окончил Институт стран Азии и Африки при МГУ им. М. В. Ломоносова (1979). Владеет китайским, английским и немецким языками. На дипломатической работе с 1979 года.
- В 1980—1983 и 1987—1993 годах — сотрудник Посольства СССР/России в Китае.
- В 1993—1996 годах — начальник отдела Первого департамента Азии МИД России.
- В 1996—2001 годах — политический советник Посольства России в США.
- В 2001—2004 годах — заместитель директора Департамента общеазиатских проблем МИД России.
- В 2004—2008 годах — советник-посланник Посольства России в Китае.
- В 2008—2016 годах — посол по особым поручениям МИД России, курировал тему ядерной проблемы Корейского полуострова.
- С 28 июля 2016 по 3 апреля 2019 года — чрезвычайный и полномочный посол Российской Федерации в Австралии[1][2].
- С 8 сентября 2016 по 3 апреля 2019 года — чрезвычайный и полномочный посол Российской Федерации в Науру по совместительству[2][3].
- С 3 октября 2016 по 3 апреля 2019 года — чрезвычайный и полномочный посол Российской Федерации в Фиджи по совместительству[2][4].
- С 29 июня 2017 по 3 апреля 2019 года — чрезвычайный и полномочный посол Российской Федерации в Вануату по совместительству[2][5].
- С 3 октября 2018 по 3 апреля 2019 года — чрезвычайный и полномочный посол Российской Федерации в Тувалу по совместительству[2][6].

## Семья
Женат, имеет двух дочерей.

## Дипломатический ранг
- Чрезвычайный и полномочный посланник 2 класса (4 ноября 2003)[7].
- Чрезвычайный и полномочный посланник 1 класса (15 августа 2011)[8].
- Чрезвычайный и полномочный посол (10 февраля 2018)[9].